# حسین‌آباد ۲ (چترود)
حسین‌آباد ۲ یک روستا در ایران است که در بخش چترود واقع شده‌است. حسین‌آباد ۲، ۲۵ نفر جمعیت دارد.